# Marumba sumatrana
Marumba sumatrana är en fjärilsart som beskrevs av Gehlen. 1940. Marumba sumatrana ingår i släktet Marumba och familjen svärmare. Inga underarter finns listade i Catalogue of Life.